# Amos Spiazzi
Amos Spiazzi, all'anagrafe Amos Spiazzi di Corte Regia (Trieste, 4 dicembre 1933 – Verona, 4 novembre 2012), è stato un generale italiano, ufficiale di carriera dal 1952 al 1991; dal 1998 generale d'artiglieria della riserva militare.
Fu generale dell'Esercito Italiano, noto per essere stato coinvolto in numerose vicende giudiziarie durante gli anni settanta-ottanta riguardanti le attività eversive dell'estrema destra in Italia. In particolare fu coinvolto nel cosiddetto "golpe Borghese", condannato e poi successivamente prosciolto.

## Biografia

### Origini e formazione
Nacque a Trieste il 4 dicembre 1933, figlio di Eugenio Spiazzi di Corte Regia e di Angela Corbella. All'età di un anno, nel 1935, il padre - anch'egli un militare di carriera - venne trasferito a Verona. Allo scoppio della seconda guerra mondiale, il padre si trovò dapprima a partecipare alla campagna di Russia durante il biennio 1941-1942 e - successivamente - nei mesi precedenti l'armistizio dell'8 settembre 1943 a comandare un deposito a Verona, dove organizzò la resistenza di fronte all'invasione nazista tra il 9 e l'11 settembre.
Arrestato il padre diverse volte in quanto fedele alla monarchia e comandante successivamente di un'unità di partigiani monarchici, visse in una città semidistrutta dai bombardamenti alleati e quasi totalmente priva di viveri. A guerra finita, Amos Spiazzi di Corte Regia, ormai adolescente, iniziò a frequentare il locale liceo classico "liceo ginnasio statale Scipione Maffei" il liceo per eccellenza della città scaligera (1947), mentre il padre si prodigò ad assicurare la vittoria della Democrazia Cristiana nel veronese alle elezioni del 1948, salvo poi rendersi conto che non vennero mantenute le promesse elettorali, ragion per cui egli, nel 1950 passò a sostenere la monarchia.

### La carriera militare
Terminato il liceo, Amos Spiazzi, il 4 novembre 1952 entrò all'Accademia militare di Modena. Dopo il primo biennio come giovane ufficiale all'11º Reggimento Artiglieria da campagna della Caserma "Col di Lana" di Cremona, ebbe modo di frequentare la Scuola di Applicazione di artiglieria di Torino e vari corsi specialistici, quali quello Tecnico - Applicativo, quello di Ufficiale ai mezzi corazzati, quello nucleare - batteriologico - chimico (NBC), quello di controguerriglia e quello di Ufficiale alla Sicurezza. Nel 1955 un male incurabile lo privò della figura paterna. Nel 1959 convolò a nozze con una sua ex compagna di liceo, Graziella Zancanaro, seguite, nel 1960, dalla nascita del primogenito, cui venne dato lo stesso nome del nonno deceduto quattro anni prima. Tra la fine degli anni Cinquanta e la fine degli anni Sessanta prestò servizio presso il 35º Reggimento artiglieria semovente controcarro, il 4º Reggimento artiglieria missili contraerei, il Raggruppamento antiguerriglia "Bolzano" e l'11º Reggimento Artiglieria da Campagna "Legnano". Sposato e padre di tre figli, Eugenio, Giulio e Jader, il generale Spiazzi sembrava avviato ad un'onorevole carriera in seno alle Forze Armate. Nei primi anni sessanta, mentre si trovava su una jeep dell'Esercito, un suo atto eroico, volto a limitare le conseguenze insorte a causa della guida spericolata di un suo autista, per poco non gli costò la vita.

### Le vicende giudiziarie
La figura di Spiazzi è stata a lungo discussa e controversa. "Golpista e colluso con le trame nere venete di Ordine Nuovo", per il giudice Guido Salvini, che lo ha portato davanti al tribunale. "Un uomo pieno di entusiasmo, un vero signore, una gran degna persona e professionalmente ottimo, politicamente però un lattante, un vero ingenuo", per il capo del controspionaggio Gianadelio Maletti.
Sabato 12 gennaio 1974, Spiazzi riceve la telefonata dell'avvocato Devoto che gli comunica l'intenzione del Procuratore della Repubblica di Padova, Aldo Fais, d'interrogarlo circa la sua collezione di armi storiche e moderne, tutte regolarmente denunciate alla questura di Verona ed inutilizzabili a fini bellici. Le armi - 305 pezzi - gli verranno poi sequestrate e tuttora sono esposte alla fortezza di San Leo, presso Pesaro - Urbino (Spiazzi per anni ha continuato a chiederne la restituzione, ma invano). Terminati i colloqui relativi alle armi, il procuratore Fais ed il giudice Giovanni Tamburino interrogano Spiazzi circa i resoconti di un confidente della polizia (l'appartenente ad "Ordine Nuovo" Carlo Digilio, rivelatosi in séguito inattendibile), che lo aveva indicato come tramite per la consegna di armi delle Forze Armate alla malavita ed a settori deviati dei servizi segreti. In breve era stato spiccato un mandato di cattura per "Associazione sovversiva ex - Art. 270".
La stampa darà ampio risalto alla notizia secondo cui l'industriale Piaggio era stato coinvolto e incriminato dalla magistratura per finanziamenti al fantomatico gruppo dei servizi segreti deviati, detto della "Rosa dei venti". Quella era una struttura parallela del SID, composta da militari e civili, collegata a strutture sovranazionali sorte in ambito Nato con lo scopo di lottare con ogni mezzo contro il comunismo. Il teorema che quest'organizzazione fosse stata quella che coordinava gruppi eversivi è del giudice Tamburino che il 13 gennaio 1974 aveva appunto fatto arrestare il colonnello Amos Spiazzi, dopo aver fatto altrettanto nel novembre 1973 col generale Francesco Nardella insieme al colonnello Angelo Dominoni.
In 21 interrogatori e 6 confronti, il giudice Tamburino, tentando di delineare il ruolo delle strutture clandestine operanti a latere delle forze armate,  muterà il capo d'imputazione a carico di Spiazzi in "Cospirazione politica mediante associazione - Art. 305". Da Padova, il 31 gennaio 1975 il colonnello Spiazzi viene trasferito a Roma a disposizione dei giudici Filippo Fiore e Claudio Vitalone. L'8 marzo 1975, il colonnello viene trasferito al carcere di Verona in quanto le condizioni di salute della madre, da tempo cardiopatica, s'erano aggravate in seguito all'arresto del figlio. Dopo l'ultimo colloquio con la madre, il 20 maggio 1975 (la madre morirà il 23 dello stesso mese), al colonnello Spiazzi verrà negato il permesso di partecipare alle esequie della madre stessa. Il 7 giugno 1975 l'imputato viene ricondotto a Roma, dove, nel carcere di Rebibbia trova altri colleghi ufficiali detenuti per motivi analoghi. Il 7 luglio 1975 un nuovo trasferimento a Vicenza. Il 14 luglio 1975 la corte d'assise di Roma lo condanna a cinque anni di reclusione. Ricoverato per accertamenti all'Ospedale Militare di Verona il 5 marzo 1976 e poi piantonato al Policlinico Giovanbattista Rossi - Borgo Roma, il 13 aprile 1976 viene interrogato dal Giudice Francesco Simeoni a Trento. Trasferito nuovamente a Roma il 2 maggio 1977, nel carcere di Regina Coeli, si trova all'Ospedale militare del Celio quando clamorosamente evade il colonnello delle SS Herbert Kappler, prigioniero di guerra ed affetto da un carcinoma rettale in fase terminale, nell'agosto del 1977. Intanto il 30 maggio 1977 era iniziato il processo ed a Spiazzi, interrogato il 31 ottobre, il 2 ed il 7 novembre del 1977, viene concessa la libertà provvisoria il 7 dicembre 1977, dopo quattro anni di carcerazione preventiva.
Il 6 luglio 1982 viene interrogato a Venezia sul caso Ludwig ed il 7 agosto a Roma sull'uccisione di un collaboratore di giustizia. il 14 marzo 1983 la Questura di Verona ordina una perquisizione domiciliare e quindi la custodia presso il carcere di Ferrara. Qui viene interrogato circa presunti contatti con Marco Affatigato nell'ambito di una nuova cospirazione sovversiva, in base ad un'intervista concessa al settimanale L'Espresso nei giorni della strage della stazione di Bologna. Interrogato nuovamente dalla DIGOS di Bologna, viene scarcerato il 4 giugno 1983 per "totale mancanza d'indizi".
Alla fine di dicembre del 1983, alla moglie viene diagnosticato un carcinoma della mammella in stadio avanzato ed il 19 marzo 1984 il colonnello Spiazzi riceve una citazione dal tribunale di Novara. il 30 marzo viene interrogato dal giudice Chinnici a Novara ed il 10 aprile dal giudice Felice Casson a Venezia. Il 12 aprile 1984 denuncia in un'intervista a Canale 5 la mancanza di un processo d'appello ed il 19 maggio 1984 nuovamente viene interrogato a Padova sulla strage di piazza Fontana a Milano del 1969. Convocato nuovamente in questura a Verona il 10 settembre 1984, Viene rinchiuso nel carcere cittadino con l'accusa di cospirazione politica su mandato del giudice Casson. Trasferito a Roma, nel carcere di Rebibbia il 2 novembre 1984, il 15 dicembre viene trasferito a Venezia e quindi agli arresti domiciliari a Verona, dove trova la moglie in pessime condizioni di salute. Il 16 aprile 1985 è a Roma al processo a carico del suo primo accusatore, il giudice Tamburrino, che doveva rispondere di minacce e di estorsione. Il giorno 11 maggio 1985 muore la moglie ed il 10 luglio 1985 vengono tolti gli arresti domiciliari e viene concessa la libertà provvisoria. Tra il 1986 ed il 1987 una miriade di convocazioni ed il 26 febbraio 1988 viene assolto per "insufficienza di prove". Il 29 settembre 1989 cessano tutte le pendenze giudiziarie. "Ancora adesso ogni tanto mi chiama un giudice e mi chiede dov'ero il 28 maggio del 1974, il giorno della strage di piazza della Loggia, a Brescia. "Quando gli dico che mi trovavo a Padova con il mio amico Rachis, vogliono sapere chi è. E io devo spiegargli che Rachis è il ragnetto che viveva nella mia cella, e mi teneva compagnia, al Due Palazzi" spiegò Spiazzi nell'ultima intervista concessa prima di spirare, per sottolineare il fatto che, nonostante le innumerevoli assoluzioni, anche nei primi mesi del 2012 era stato ascoltato sui fatti risalenti a quasi un quarantennio prima e che - dai rapporti medici - hanno potuto giocare un certo ruolo nell'instaurazione della cardiopatia ischemica che lo ha colpito nell'estate del 2012.

### Gli ultimi anni e la morte
Tra il 1996 ed il 2001, il generale Spiazzi ha pubblicato un libro autobiografico relativo alla sua vicenda umana, in relazione allo scenario politico italiano, che si è aggiudicato il 1º Premio letterario della narrativa edita "Tito Casini" per l'anno 1996 ed un saggio ("La casa degli onesti") riguardo alla situazione carceraria italiana (la "casa" è eufemisticamente quella circondariale). Nel libro, a cura di Sandro Neri (2008), intitolato "Segreti di Stato", il generale Spiazzi tratta e delinea la situazione politica interna ed internazionale concernente il nostro paese durante gli anni della guerra fredda.
Muore a 78 anni il 4 novembre 2012, per un cancro ai polmoni, diagnosticato in seguito a ricovero per infarto miocardico.

## Il ruolo nel "golpe Borghese"
Da un'intervista televisiva all'emittente locale "Telenuovo Veronese" del 12 aprile 1981:
Le "Trame Nere" s'esplicarono, a fine anni '60 in un tentativo di putsch organizzato da settori deviati delle forze armate e dei servizi segreti che venne bloccato improvvisamente nel suo svolgimento per un intervento diretto - pare - dei servizi segreti statunitensi. Trattasi del cosiddetto "golpe Borghese", altrimenti noto come "La cospirazione della Rosa dei venti". In realtà, pare che il golpe avesse un nome differente, come afferma lo stesso Spiazzi in un'intervista recente al settimanale L'Espresso. In tale intervista, il generale Spiazzi rende noto che:
- la tesi di fondo della cosiddetta "strategia della tensione" sarebbe consistita nel "creare un'offensiva contemporanea sia verso la destra, che nei confronti della sinistra, al fine d'attuare un regime forte, tutelato da leggi eccezionali, quindi al di fuori parzialmente o totalmente dalle garanzie costituzionali, a puntello di una particolare cerchia politica";
- il presidente statunitense in quegli anni Richard Nixon aveva una vera e propria "fissazione" contro il comunismo, complice anche il clima politico europeo che - evolvendo dalla Contestazione studentesca stava portando i partiti di sinistra al sorpasso elettorale ai danni dei partiti tradizionalmente alleati degli statunitensi. Si rendeva così necessaria la ripetizione del clima di paura ai danni della popolazione civile, la "strategia della tensione" per l'appunto, che facesse comprendere come i partiti di sinistra fossero incapaci di mantenere la pace civile, garantita unicamente dai partiti asserviti agli Stati Uniti;
- all'uopo, tra il 1948 ed il 1991 (data di caduta del comunismo sovietico), la città di Verona era pesantemente militarizzata; a Verona, collegata al comando FTASE, all'epoca ubicato in via Roma, centralissima via cittadina, era operativa una cellula della CIA, che aveva il compito di "promuovere", se non addirittura appoggiare logisticamente e finanziariamente, le operazioni degli ordinovisti veneti;
- a differenza dell'organizzazione in cui Spiazzi militava, l'"Organizzazione di Sicurezza" ("OS"), gli esponenti di Ordine Nuovo erano in contatto con "Gladio". Spiazzi aveva il còmpito di individuare e reclutare militari di ogni ordine e grado congedati per seguire dei corsi d'addestramento ed esser inquadrati nell'OS, in previsione d'un possibile attacco da parte di forze appartenenti al Patto di Varsavia, esattamente come facevano gli Stati Uniti con Gladio, ma con la fondamentale differenza che gli appartenenti all'OS erano sprovvisti di propri arsenali in quanto depositati presso le caserme dei Carabinieri, e che l'OS rispondeva direttamente al Ministero della Difesa Italiano (mentre Gladio rispondeva unicamente ai vertici militari statunitensi, seppur costituita da italiani);
- soltanto sette anni dopo il cosiddetto "golpe Borghese" si riusciranno ad imporre le "leggi speciali liberticide" che costituivano il vero scopo di tutta la messinscena che passò alla storia con il summenzionato epiteto; con l'uccisione di Aldo Moro si arrivò a raggiungere il fine, come il "caso Moro" ha in passato reso noto;
- viene ad esser smentita la dichiarazione resa dal Gran Maestro della loggia massonica P2, Licio Gelli di esser stato l'autore della telefonata che bloccò l'evolversi del colpo di Stato. Infatti, nell'intervista in questione, Spiazzi dichiara d'aver capito che a Borghese era stata tesa una trappola: all'esercito, la notte del golpe, era stato ordinato di eseguire la "Esigenza Triangolo", un piano segreto che prevedeva l'impiego di reparti scelti onde aiutare carabinieri e polizia a reprimere sul nascere disordini. Spiazzi afferma di esser stato egli stesso a telefonare a Junio Valerio Borghese per avvertirlo del pericolo, bloccando di fatto il tentativo di golpe;
- il fatto più inquietante risulta però essere quello che - secondo la testimonianza di Spiazzi - le cosiddette "stragi di Stato", furono espressamente volute ed organizzate da servizi segreti stranieri, inquadrabili in "un gioco più sporco e più grande di quello che la politica locale riusciva ad osservare dal suo limitato orizzonte: un gioco a danno della popolazione civile inerme ed inconsapevole ordinato da interessi internazionali facenti capo a Washington ed a direttive nazionali - nella figura della Democrazia Cristiana - che rispecchiavano in pieno la sudditanza italiana all'Alleanza Atlantica. Le forze politiche nazionali più legate e devote agli Stati Uniti volevano e dovevano continuare a governare l'Italia a qualunque costo e con qualunque mezzo. Le minacce di colpi di stato erano un pericolo inventato, un modo per poter tenere in piedi un sistema di polizia. In breve, una dittatura pluripartitocratica, a detta di Spiazzi, da sessant'anni governa l'Italia non tenendo conto del volere dei cittadini;
- la "Rosa dei venti", in realtà, aveva nome "Organizzazione di Sicurezza", ed era formata da persone insospettabili, non iscritte ad alcun partito politico, altamente patriottiche e disposte ad impegnarsi fino alla morte - in caso d'invasione straniera - a difendere il territorio nazionale palmo a palmo. Come la nota struttura clandestina Gladio, anche la Rosa dei Venti era formata da "legionari" dormienti (attivabili su comando superiore) e continuamente addestrati a fronteggiare sia i pericoli esterni (il Patto di Varsavia), che interni (un'eventuale insurrezione comandata dal Partito Comunista Italiano). La differenza rispetto alla più celebre Gladio sta nel fatto, commenta Spiazzi, che mentre Gladio era formata da persone filo-americane ma poco inclini alla destra nazionale, la Rosa dei venti era composta per lo più da militari della riserva selezionati e pronti a tutto. Ma, appunto perché militari od ex - militari, il gruppo della Rosa dei venti era composto da uomini fidati gravitanti nell'area dell'estrema destra extraparlamentare. In tutti i reparti delle Forze Armate, continua Spiazzi, esistevano (ed erano note agli "addetti ai lavori") liste segrete di coscritti e di militari di professione, sia sottufficiali che ufficiali, su cui contare in caso di disordini;
- queste affermazioni costituiscono il fulcro del libro di Sandro Neri (2008)[6]. In esso legge del fatto che Gladio (e strutture segrete simili) non è stata sciolta perché la sua presenza è contemplata dall'adesione alla NATO. I legionari operano tuttora e sono numerosi, così come l'intera struttura è pienamente operativa, non più in funzione anticomunista, bensì antislamica. Spiazzi ammette però di esserne oramai fuori, per cui consistenza numerica e contesto operativo di queste strutture parallele sono per lui note nei dettagli solamente nel periodo di effettivo servizio, mentre gli aggiornamenti attuali fanno capo unicamente a notizie pervenutegli da soggetti ancor oggi operativi.
- La confusione tra golpe Borghese e "Rosa dei venti" è dovuta al fatto che nel processo per il golpe Borghese furono artificialmente riuniti tre tentativi di golpe diversi, quello del dicembre 1970 (il citato golpe Borghese), quello del dicembre 1971, e quello del dicembre 1972[7]. Notare che i tentativi di golpe degli anni 1969, 1970, 1971, 1972, 1973 avvennero sempre nel mese di dicembre, all'approssimarsi delle festività natalizie, periodo nel quale la gente è poco propensa ad occuparsi di politica. Quello del 1974 ("golpe bianco") fa eccezione ma può seguire comunque lo stesso ragionamento, essendo avvenuto in contemporanea con un eccezionalmente lungo ponte di ferragosto; l'anticipazione ad agosto fu probabilmente dovuta al ricambio politico degli Stati Uniti (dimissioni di Nixon), il quale comportava necessità di accelerazione dei tempi. È difatti a seguito di tale ricambio che ogni futuro progetto di golpe fu abbandonato.
- Spiazzi di provata fede patriottica ed antiamericana non era ovviamente ben visto da molti appartenenti ai vertici militari e dei servizi segreti.

## Attività politica monarchica
Ha collaborato in maniera continuativa con la rivista "La Torre" e ha diretto il Centro Studi Ghibellini "Carlomagno" da lui fondato. Di fede monarchica, come il padre, ha militato in tutte le organizzazioni di tal corrente, dall'U.M.I. all'attuale Federazione Monarchica Italiana.